# Leon. Sandbergs Bosättningsaffär

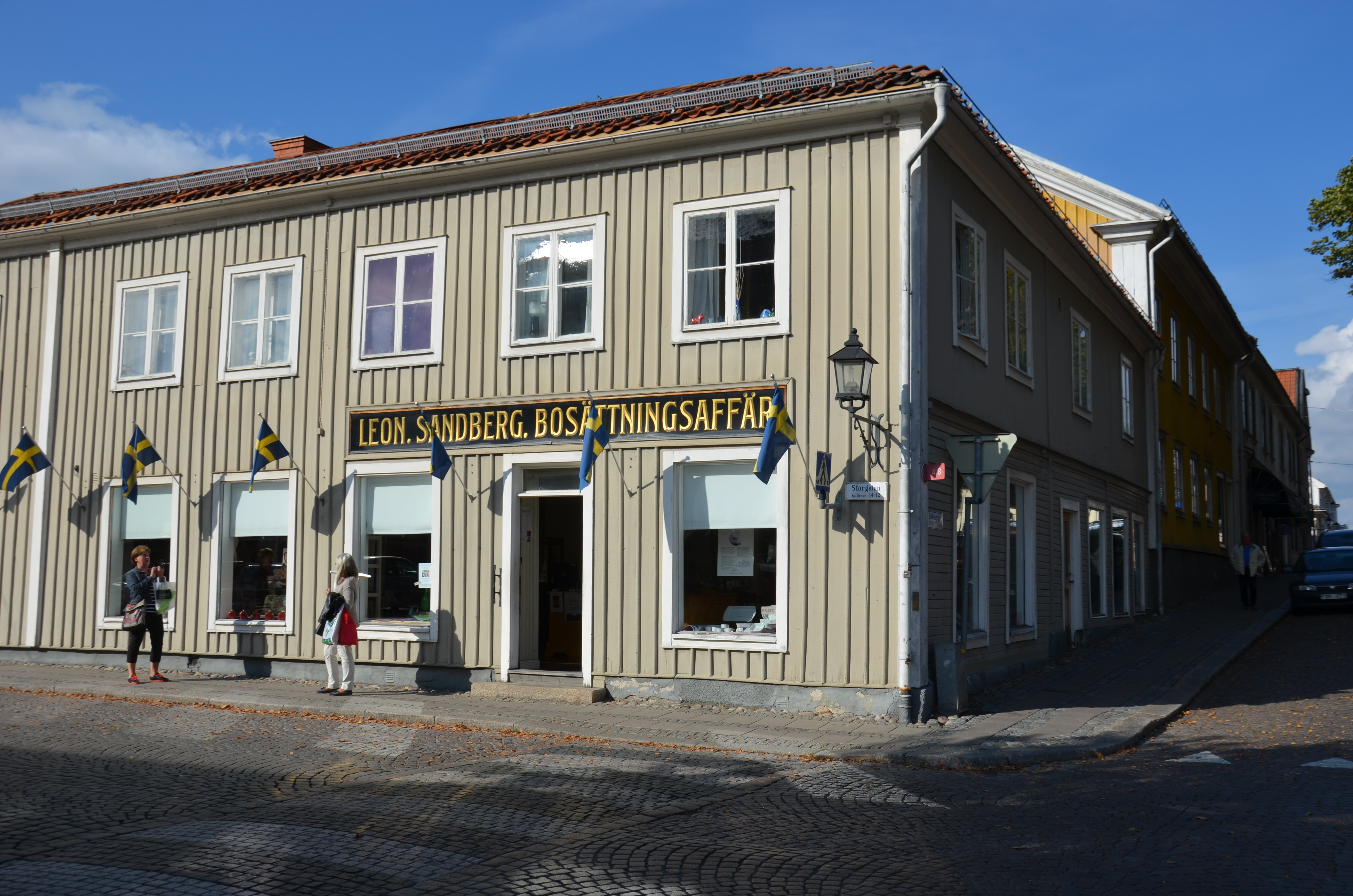
Leon. Sandberg Bosättningsaffär

Leon. Sandberg Bosättningsaffär är ett svenskt familjeföretag i Nora, vilket drivits i samma familj sedan 1859.

## Grundargenerationen
Företaget startades 1859 som ett bleck- och plåtslageri i Nora av Carl Axel Sandberg (1836-91). Denne hade samma år gjort sitt gesällprov som bleck- och plåtslagare, efter lärlingsår i Kristinehamn. I verkstaden tillverkades mjölkflaskor, bakformar och andra hushållsartiklar. Carl Axel Sandberg blev mästare i mars 1860 och godkändes då som borgare i Nora av magistraten.
Verkstad, butikslokal och bostad låg vid Storgatan i Nora i kvarteret Fisken. Sandbergs tog också in och sålde produkter från andra firmor, såsom brickor, brödkorgar av plåt, emaljerade hushållsartiklar och fotogenlampor. Tillverkningen av bleckkärl skedde framför allt under vintrarna. Sommartid utfördes plåtslageriarbeten, framför allt takläggning.

## Andra generationen
Vid Carl Axel Sandbergs död 1891 togs företaget över av änkan Kristina Charlotta Sandberg och sonen Leonard Sandberg (1866-1952).
Leonard var också plåtslagare. Han övertog ensam firman 1898 och ändrade då namnet till Leon. Sandberg Bleck- och Plåtslageri & Bosättningsaffär. Sortimentet utökades vid denna tid med glas, porslin och presentartiklar.
För butiken hyrdes lokal på Prästgatan 8 med brodern Ivan Sandberg (död 1905), utbildad urmakare och finmekaniker, som föreståndare. Grosshandlare Casper Frithiof Sandberg i Västerås, också en av Carl Axels söner, köpte 1918 den fastighet med adress Storgatan 12-14 där bosättningsaffären fortfarande finns. I samband med butiksflytten inköptes från Målerifirma Ture Streng i Västerås den svarta glasskylt med guldbokstäver, som fortfarande sitter över butiksingången. 1928 etablerades en butik i Lindesberg genom övertagande av en bosättningsaffär där.
Leonard Sandberg gifte sig 1904 med Lovisa (Lisa) Andersson och fick sönerna Axel (1905-89) och Frithiof (1914-2001).

## Tredje generationen
Vid Leonards död 1952 övertog bröderna Frithiof och Axel Sandberg rörelsen och öppnade en tredje butik i Karlskoga 1956, där Axels son Ivan Sandberg blev föreståndare. Under 1950-talet utvidgades företaget också med en snickeriverkstad, som kom att få namnet Sandberg Art Center. Där tillverkades bosättningsartiklar som brödfat, salladskålar i teak och pepparkvarnar. Från början av 1960-talet och in på 2000-talet producerades i verkstaden även den så kallade Bergsmansstaken. Familjen sålde Sandberg Art Center 1991.
Butiken i Karlskoga lades ned 1973 och den i Lindesberg såldes 1986, då Axel Sandberg slutade i firman vid 81 års ålder.

## Fjärde och femte generationen
Axels dotter Ingrid (född 1930) arbetade fram till 2007 i Norabutiken. Nu är det fjärde och femte generationerna som driver butiken, Frithiofs dotter Annika och Ingrids systerson Fredrik.